# Elson Beyruth
Elson Beyruth (São João da Barra, Brasil, 20 de octubre de 1941 - Santiago, Chile, 15 de agosto de 2012) fue un jugador de fútbol brasileño que hizo carrera en Brasil y Chile, lugar donde tuvo sus mejores años en Colo-Colo.

## Trayectoria[2]
Beyruth llegó a Chile en 1965, convirtiéndose en uno de los primeros brasileños en jugar en el fútbol chileno. Seis años antes había debutado profesionalmente en Flamengo y de ahí pasó al Corinthians, desde donde fue adquirido por Colo-Colo. 
Beyruth ha sido uno de los destacados futbolistas extranjeros que jugaron en Colo-Colo. Fue elegido como el mejor futbolista en Chile en 1971 y jugó su último Torneo con los albos en 1972. Con Colo-Colo, obtuvo los Campeonatos nacionales de 1970 y 1972. En 1973, sólo disputó la Copa Libertadores, obteniendo el vicecampeonato. Con la camiseta alba marcó 111 goles en los torneos nacionales y 8 en la Copa Libertadores de América.
También vistió las camisetas de Magallanes en el Torneo de 1973, Deportes Antofagasta en el Torneo de 1974 y Santiago Morning en el Torneo de 1975, al término del cual se retiró del fútbol a los 34 años de edad. 
Reconocido como un gran formador, uno de los trofeos sentimentales que lo llenaba de orgullo fue el éxito de muchos de sus pupilos. Beyruth entrenó a Cereceda, Carrasco y Rieloff en Audax Italiano, y también formó a Valdivia y Fierro en Colo-Colo.
El 15 de agosto de 2012, falleció a la edad de 70 años tras una larga lucha contra la diabetes. El club donde es ídolo, Colo-Colo, decretó duelo por 3 días.  Sus restos mortales descansan en el Mausoleo de los Viejos Cracks de Colo-Colo.

## Clubes
| Club                 | País   | Año       | Partidos | Goles |
| -------------------- | ------ | --------- | -------- | ----- |
| Flamengo             | Brasil | 1959-1961 | 40       | 3     |
| Corinthians          | Brasil | 1961-1962 | 32       | 11    |
| AEG Guaratinguetá    | Brasil | 1962-1963 |          |       |
| Flamengo             | Brasil | 1964      |          |       |
| Colo-Colo            | Chile  | 1965-1973 | 272      | 119   |
| Magallanes           | Chile  | 1973-1974 | 25       | 7     |
| Deportes Antofagasta | Chile  | 1974      | 14       | 2     |
| Santiago Morning     | Chile  | 1975      | 10       | 0     |

## Palmarés

### Campeonatos nacionales
| Título           | Club      | País  | Año  |
| ---------------- | --------- | ----- | ---- |
| Primera División | Colo-Colo | Chile | 1970 |
| Primera División | Colo-Colo | Chile | 1972 |

### Distinciones individuales
| Distinción                                                       | Año  |
| ---------------------------------------------------------------- | ---- |
| Medalla Plata Juegos Panamericanos de Chicago - Selección Brasil | 1959 |
| Mejor Deportista del Fútbol Profesional (Chile)                  | 1971 |